# Estación de Ródão
La Estación Ferroviaria de Ródão, igualmente conocida como Estación de Ródão, es una estación ferroviaria de la Línea de la Beira Baixa, que sirve a la localidad de Vila Velha de Ródão, en el Distrito de Castelo Branco, en Portugal.

## Descripción

### Localización y accesos
Esta plataforma se encuentra junto a la localidad de Vila Velha de Ródão, teniendo acceso por la Calle de la Estación.

### Vías de circulación y plataformas
En enero de 2011, la Estación disponía de cuatro vías de circulación, con 607 a 302 metros de longitud; las dos plataformas tenían 187 y 201 metros de extensión, y 90 y 45 centímetros de altura.

### Servicios
En julio de 2011, esta plataforma era utilizada por servicios Regionales e InterCidades de la operadora Comboios de Portugal.

## Historia

### Inauguración
Esta plataforma se encuentra entre las estaciones de Abrantes y Covilhã de la Línea de la Beira Baixa, siendo este tramo construido a finales de 1885, y entrado en explotación el 6 de septiembre de 1891.

### SigloXX
En el año 1933, el edificio de pasajeros de esta estación sufrió obras de reparación y mejora.